# Dyschoriste serpyllifolia
Dyschoriste serpyllifolia är en akantusväxtart som först beskrevs av Christian Gottfried Daniel Nees von Esenbeck, och fick sitt nu gällande namn av Raymond Benoist. Dyschoriste serpyllifolia ingår i släktet Dyschoriste och familjen akantusväxter. Inga underarter finns listade i Catalogue of Life.